# Łąkie (jezioro w powiecie złotowskim)
Łąkie – jezioro w woj. wielkopolskim, w powiecie złotowskim, w gminie Lipka, leżące na terenie Pojezierza Południowokrajeńskiego.

## Dane morfometryczne
Powierzchnia zwierciadła wody według różnych źródeł wynosi od 27,5 ha przez 31,0 ha do 32,84 ha (lustra wody) lub 35,64 ha (ogólna).
Zwierciadło wody położone jest na wysokości 136,7 m n.p.m. lub 137,1 m n.p.m. Średnia głębokość jeziora wynosi 4,5 m, natomiast głębokość maksymalna 12,2 m.

## Hydronimia
Dane z państwowego rejestru nazw geograficznych podają urzędową nazwę tego jeziora jako: Łąkie (bez element rodzajowego Jezioro w nazwie). Według spisu opracowanego przez Komisję Nazw Miejscowości i Obiektów Fizjograficznych (KNMiOF) nazwa tego jeziora to Jezioro Łąkie.